# Rångedala landskommun
Rångedala landskommun var en tidigare kommun i dåvarande Älvsborgs län.

## Administrativ historik
Kommunen bildades i Rångedala socken i Ås härad i Västergötland när 1862 års kommunalförordningar trädde i kraft.
Vid kommunreformen 1952 uppgick kommunen i Toarps landskommun som 1967 uppgick i Dalsjöfors landskommun som 1974 uppgick i Borås kommun.

## Politik

### Mandatfördelning i Rångedala landskommun 1942-1946
| 3 | 10 | 2 | 5 |

| 20 |

| 3 | 10 | 2 | 5 |

| 19 |